# الحصحص (المخادر)

تعديل مصدري - تعديل

الحصحص هي إحدى قرى عزلة المعشار بمديرية المخادر التابعة لمحافظة إب، بلغ تعداد سكانها 134 نسمة حسب تعداد اليمن لعام 2004.